# Référendum constitutionnel comorien de 2001
Le référendum présidentiel comorien de 2001 a lieu le 23 décembre 2001 sous l'impulsion du Président Azali Assoumani. Il soumet au peuple comorien une nouvelle Constitution instaurant une présidence tournante par île tous les quatre ans et accordant une large autonomie aux îles de l'archipel dotées chacune d'une loi fondamentale, d'un drapeau et d'un exécutif. La République fédérale islamique des Comores devient l'union des Comores et le drapeau perd les références religieuses et devient multicolore.
Cette réforme constitutionnelle est approuvée par 76.99 % des votants. 

## Résultats
| Choix                     | Votes   | %     |
| ------------------------- | ------- | ----- |
| Pour                      | 128 601 | 76,99 |
| Contre                    | 38 433  | 23,01 |
|                           |         |       |
| Votes valides             | 167 034 | 96,26 |
| Votes blancs et invalides | 6 487   | 3,74  |
| Total                     | 173 521 | 100   |
| Abstention                | 56 690  | 24,63 |
| Inscrits/Participation    | 230 211 | 75,37 |